# 1941 في سوريا

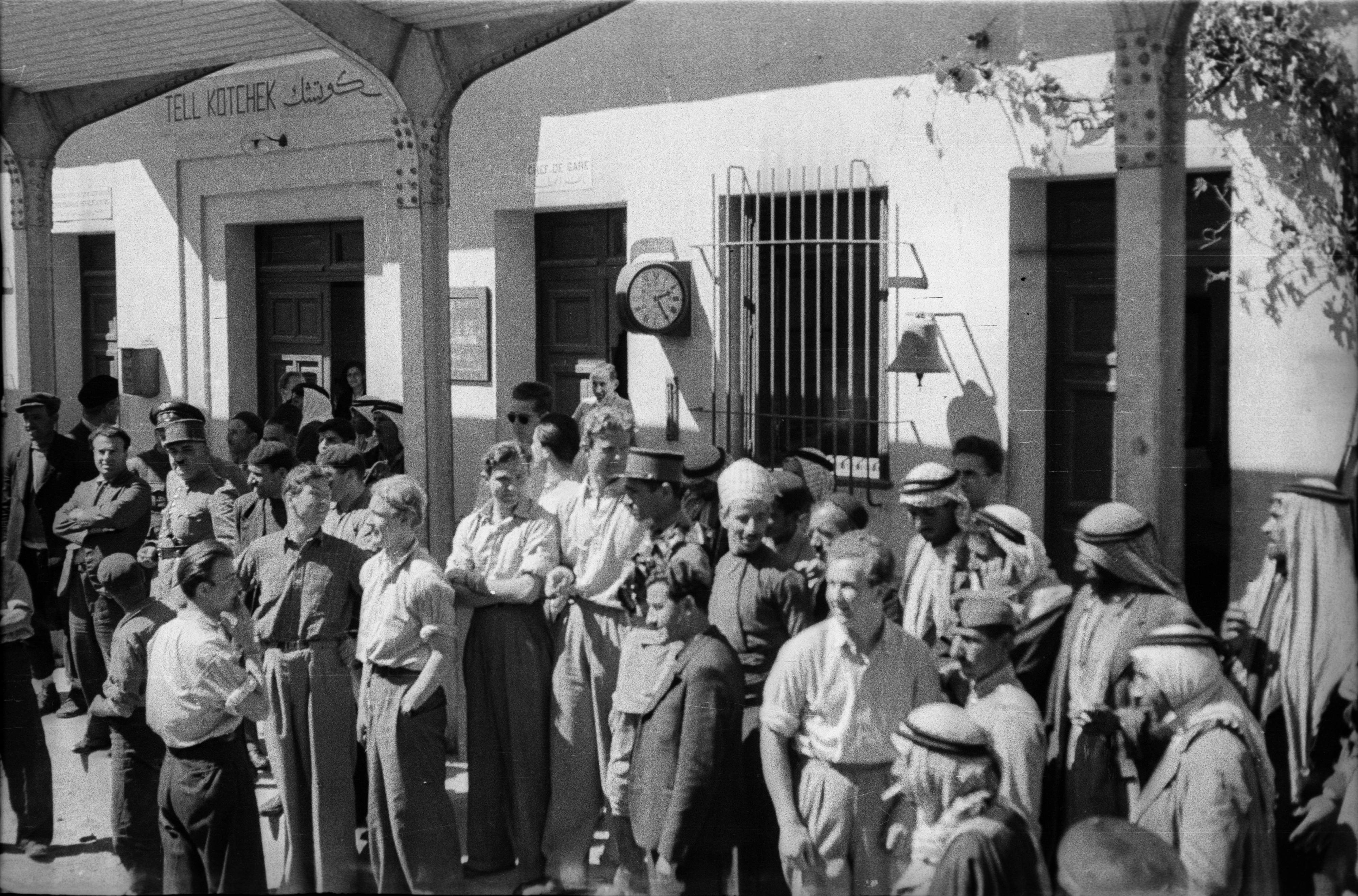
مسؤولون جمركيون فرنسيون وسوريون في بلدة اليعربية على الحدود السورية العراقية - 1941

فيما يلي قوائم الأحداث التي وقعت خلال عام 1941 في سوريا.

## سياسة

### انتهاء فترة المنصب
- 1 يناير – بهيج الخطيب رئيس سوريا.

## مواليد

### يناير
- 1 يناير – ثناء دبسي ممثلة سورية.
- 1 يناير – سعد الله ونوس كاتب مسرحي سوري.
- 1 يناير – فراس السواح
- 1 يناير – محمد مصطفى ميرو سياسي سوري.
- 1 يناير – هشام اختيار سياسي سوري.
- 1 يناير – وليد المعلم سياسي سوري.

### نوفمبر
- 23 نوفمبر – ممدوح عدوان

## وفيات

### مارس
- 9 مارس – قسطاكي الحمصي (مواليد 1858) كاتب سوري.